# Военен съюз
 Тази статия е за междудържавното споразумение.  За организацията в България вижте Военен съюз (България).  
Военен съюз е военно-политически съюз на няколко държави, създаден с цел да се решат военни въпроси и такива, засягащи националната сигурност. Участващите страни се съгласяват на взаимопомощ в случай на криза, която би могла да настъпи в бъдеще. Военните съюзи се различава от коалициите, които се образуват тогава, когато вече криза е налице.
Военните съюзи могат да бъдат както отбранителни пактове, така и пактове за ненападение. Освен това те могат да бъдат прикрити (честа практика към края на 19 век и началото на 20 век) или публични.

## Военни блокове през XX век
- Централни сили
- Антанта
- Тристранен пакт
- Антихитлеристка коалиция
- НАТО
- Варшавски договор